# 黃剛 (1946年)
黃剛（英語：:iii，1946年—），中華民國（臺灣）作家、外交史學家、前外交部外交官，派赴數座駐外臺北經濟文化辦事處從事文化外交工作:i，並撰有多部考究國際關係史及外交使領館建制史之著作。

## 經歷
黃剛籍貫廣東省，入讀國立臺灣大學政治研究所後師從丘宏達，1971年以《中華民國的領海及其相關制度》為論文題目畢業並取得碩士學位。進入外交界後，曾赴北美協調委員會舊金山辦事處（現駐舊金山臺北經濟文化辦事處）任文化組長，1994年9月後則改調至駐美國代表處華府本處:iii，此外亦歷任駐芝加哥辦事處文化組長等職。於駐美期間，黃剛開始著手研究中華民國與美國兩國互設使領館之經緯沿革，並發表多篇相關書籍及專文:i。

## 著作
- 《中華民國的領海及其相關制度》（著，臺灣商務印書館），1973年
- 《中美使領關係建制史 1786-1994》（著，臺灣商務印書館），1995年
- 《世界相關各國與中華民國終斷使領關係之述論（初稿）：1949-1996》（編），1997年
- 《中美互駐使領館處歷任主管名銜錄》（著，培根文化），1998年[4]
- 《頭一位大人伯理璽天德總統：中美使領關係史上的人與事之述論》（著，培根文化），1998年
- 《中加使領關係建制史暨中加互駐使領館處歷任主管名銜錄：清光緖三十四年至中華民國八十六年（一九〇九年至一九九七年）》（著，培根文化），1998年
- 《世界相關各國與中華民國終斷使領關係之述論：1949年10月—1998年2月》（編，國立政治大學國際關係研究中心），1998年[4]
- 《文獻析述：中華民國/臺灣與美國間關係運作之建制：1979-1999 》（編，國立政治大學國際關係研究中心），2000年
- 《世界各國與臺海兩岸政府之使領或實質關係演變時程及年表（1949-2003）》（編著），2004年
- 《中華民國與各國互駐代表機構之建制年表及疑考：1949-2006》（著），2007年
- 《國際事務論述集：漢賊不兩立、開羅宣言及聯合國中國代表權等之再議》（著），2009年
- 《中華民國/臺灣與美國間關係運作之建制（1979-2019）》，2020年